# Arget (Pyrénées-Atlantiques)
Arget ist eine französische Gemeinde mit 80 Einwohnern (Stand 1. Januar 2022) im Département Pyrénées-Atlantiques in der Region Nouvelle-Aquitaine. Die Gemeinde gehört zum Arrondissement Pau und zum Kanton Artix et Pays de Soubestre (bis 2015: Kanton Arzacq-Arraziguet).
Die Bewohner werden Argétois genannt.

## Geographie
Arget liegt circa 45 Kilometer nördlich von Pau in einem waldreichen Tal an der Grenze zum benachbarten Département Landes.
Umgeben wird die Gemeinde von den Nachbargemeinden:
- Montagut im Osten,
- Morlanne und Piets-Plasence-Moustrou im Süden,
- Casteide-Candau im Südwesten sowie
- Monget (Landes) im Nordwesten.

Arget liegt im Einzugsgebiet des Flusses Adour. Der Hourquet entspringt im Ortsgebiet und markiert zu einem großen Teil die Gemeindegrenze zu Monget im Nordwesten. Die Rance fließt auf der Gemeindegrenze zu Montegut im Osten.

## Geschichte
Paul Raymond, Archivar und Historiker des 19. Jahrhunderts, notierte die Erwähnung der Siedlung unter dem Namen Argiet im Jahre 1383 und dass das Dorf 1695 unter dem Namen Arzet zur Komturei des Johanniterordens von Caubin und Morlaàs gehörte.

## Einwohnerentwicklung
| Jahr      | 1962 | 1968 | 1975 | 1982 | 1990 | 1999 | 2006 | 2009 | 2014 | 2022 |
| --------- | ---- | ---- | ---- | ---- | ---- | ---- | ---- | ---- | ---- | ---- |
| Einwohner | 110  | 99   | 100  | 97   | 79   | 83   | 89   | 93   | 83   | 80   |

## Sehenswürdigkeiten

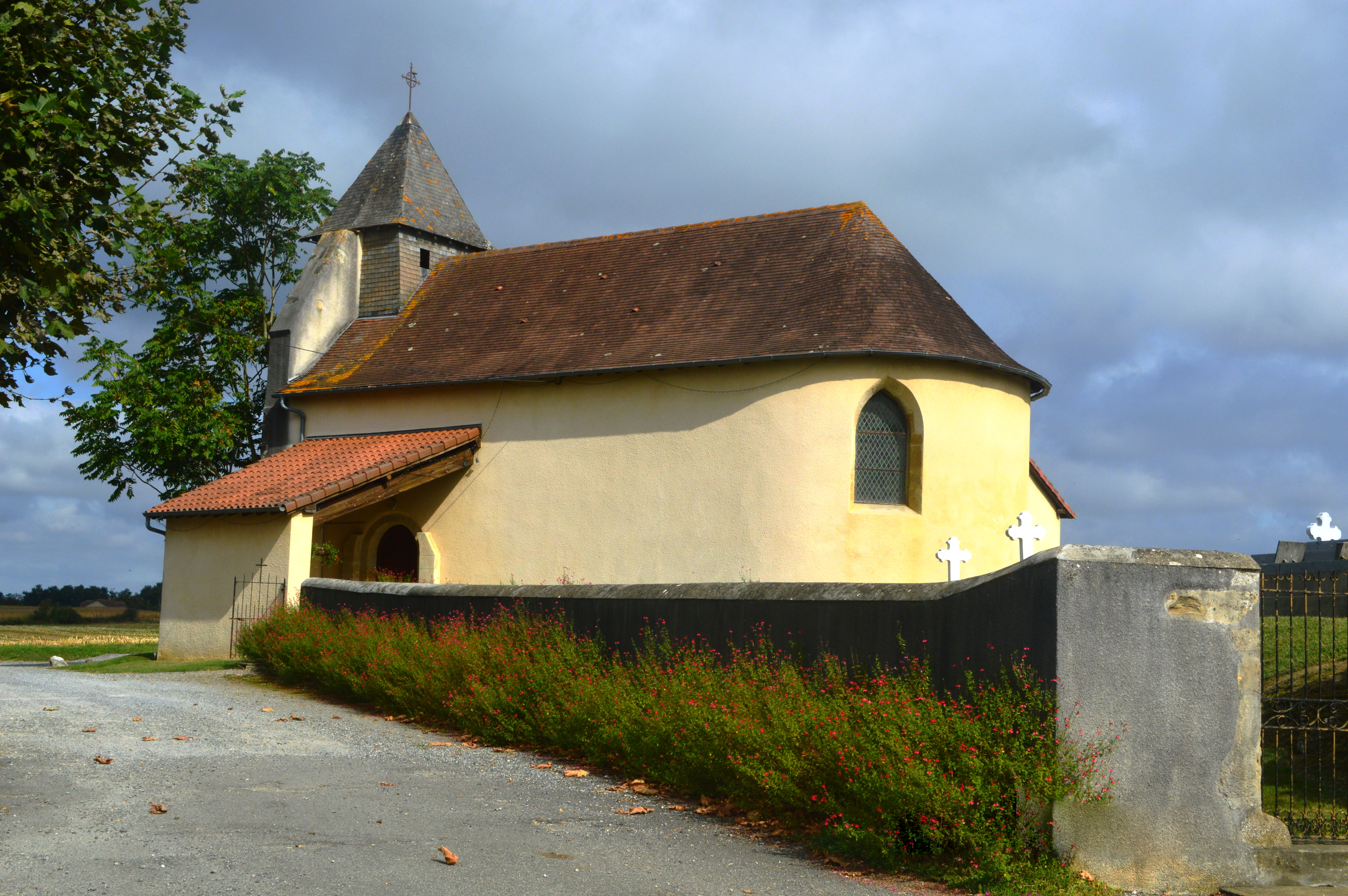
Kirche Notre-Dame von Arget

- Kirche Notre-Dame, gewidmet Maria, der Mutter Jesu. Vieles weist darauf hin, dass die Ursprünge des Dorfes in einer befestigten Siedlung des 11. Jahrhunderts liegen. Die Ortskirche mit ihrem Friedhof befindet sich auf einer fast quadratischen Anhöhe, auf der eine Erdhügelburg stand. Zwei angrenzende Straßen sind heute an der Stelle von Gräben angelegt. Die ursprüngliche, im romanischen Stil angelegte Kirche ist im 12. Jahrhundert erbaut und im 15. Jahrhundert umgestaltet worden, wie der Glockenturm mit Strebewerk und eine Maueröffnung in Spitzbogenform in der Apsis belegen. Im 19. und 20. Jahrhundert ist das Gebäude restauriert worden.[7]

## Wirtschaft und Infrastruktur

### Verkehr
Arget ist angeschlossen an die Routes départementales 264 und 365.